# Печерні монастирі Орхей-Векі
Скельні монастирі Орхей-Векі являють собою групу скель, розташованих у сарматських вапнякових скелях долини річки Реут, на території Республіки Молдова в районі Требужень і Бутучень Оргейського району та Машкеуці Кріуленського району.
Ансамбль становить близько 350 печерних останків (із яких близько 100 — це кімнати, викопані руками людини, а решта — карстові утворення), згрупованих у шість комплексів. Два з них є чітко визначеними монастирями з підземними церквами, галереями та суміжними келіями, тоді як інші — пропорційно — скромніші за масштабом.

## Місцезнаходження
Комплекси розташовані в основному як на північному схилі мису Бутучень ліворуч від Реуту, так і на північному схилі тераси Машкеуці праворуч від Реуту (розташована на південь від мису Бутучень у районі рифту Бакотей).
Також можна знайти окремі скельні комплекси: на північному схилі мису Міхайлаша — праворуч від Реуту, на схилах мису Пештера, як на північному рівні в районі середньовічної цитаделі, так і на південному рівні навпроти корпус комплексної дирекції Старого Оргею, а також на північному схилі мису Требужень — ліворуч від Реуту.

## Походження
Існуючі гроти та печери з'явилися внаслідок деяких карстових явищ, із часом використовувалися для священних цілей, притулків чи оборони, розширюючи або створюючи нові приміщення. Виникненню комплексів сприяв характер вапнякових порід, що дозволяло відносно легку обробку.

## Галерея зображень

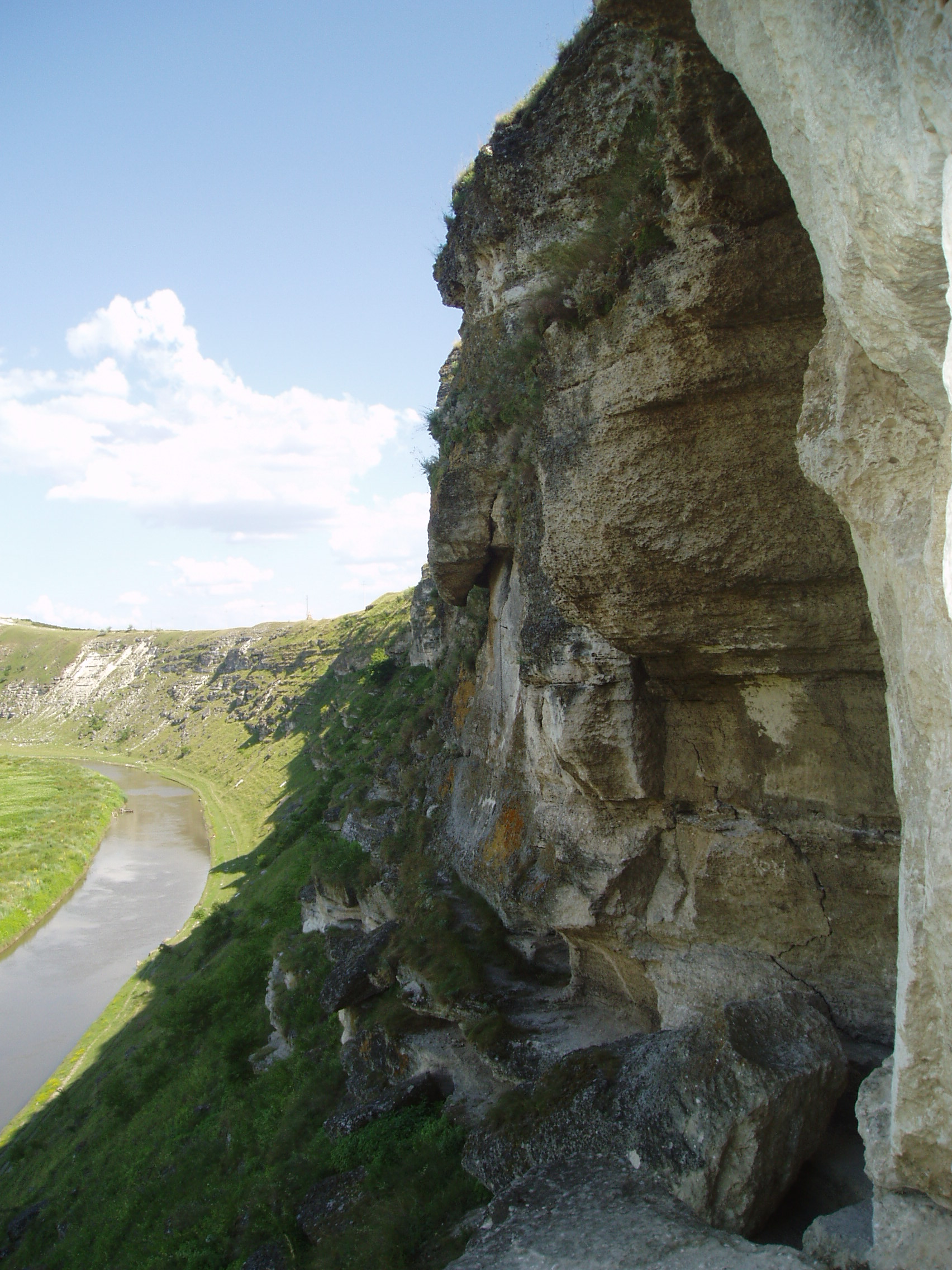
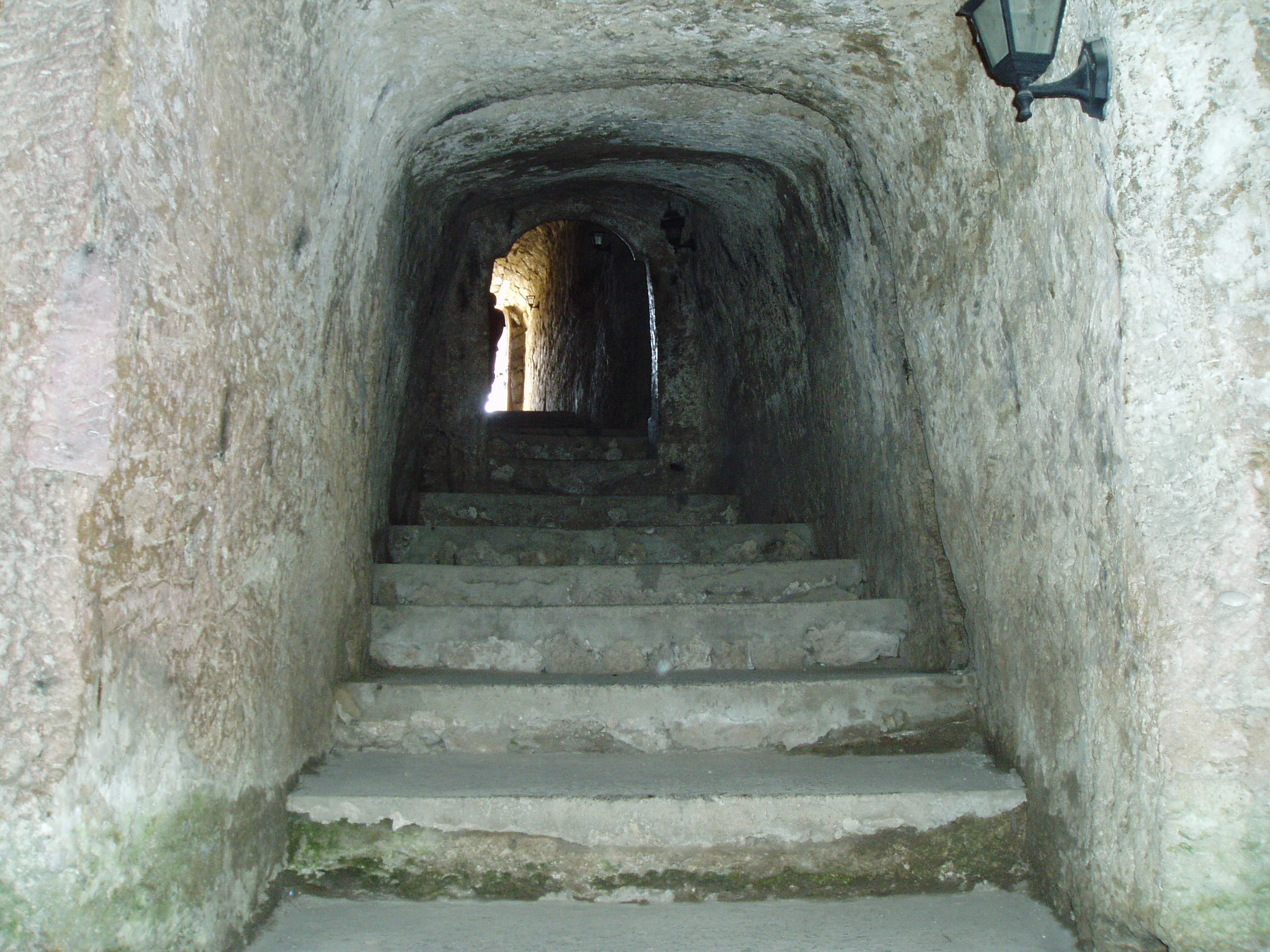
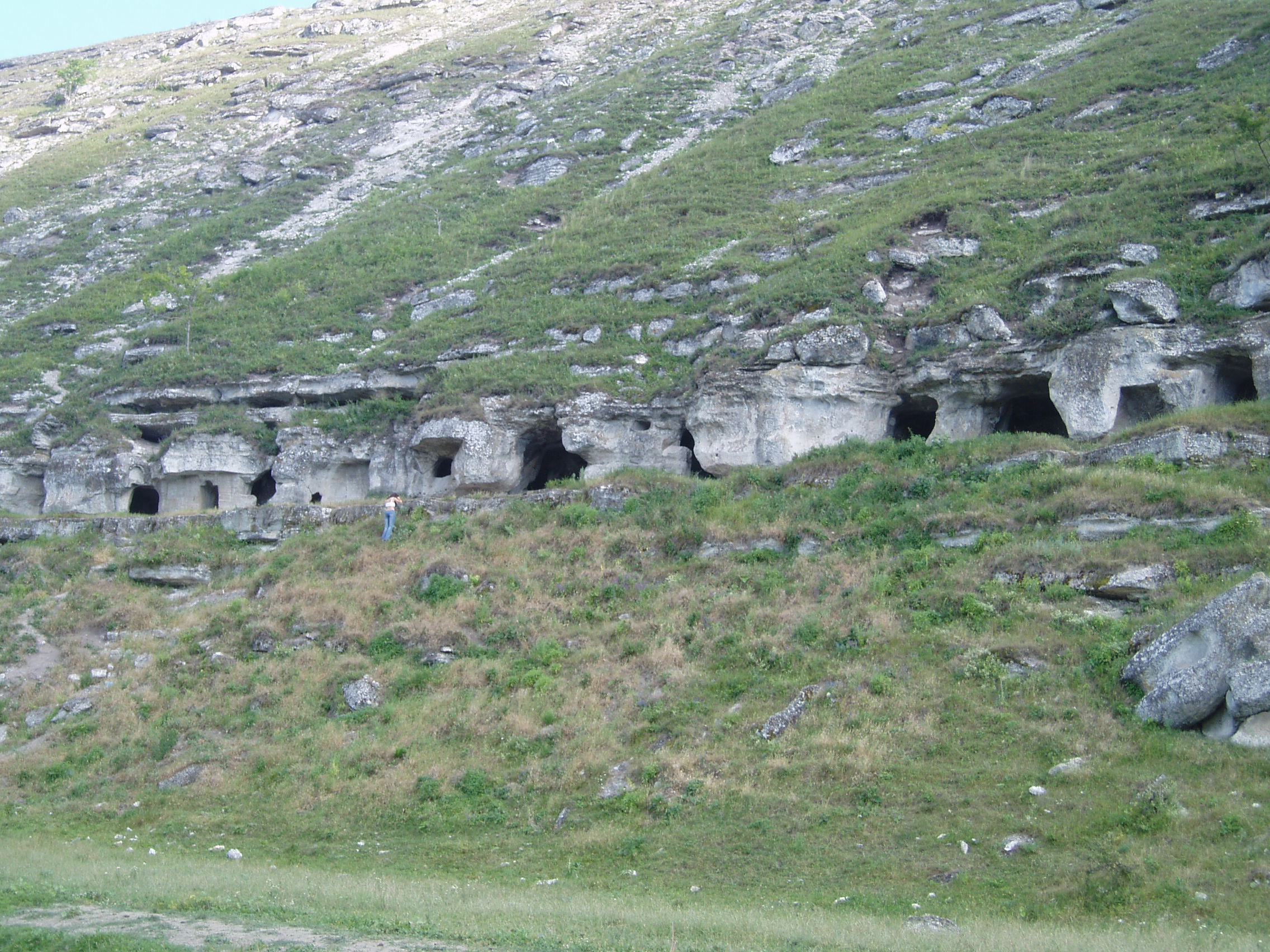
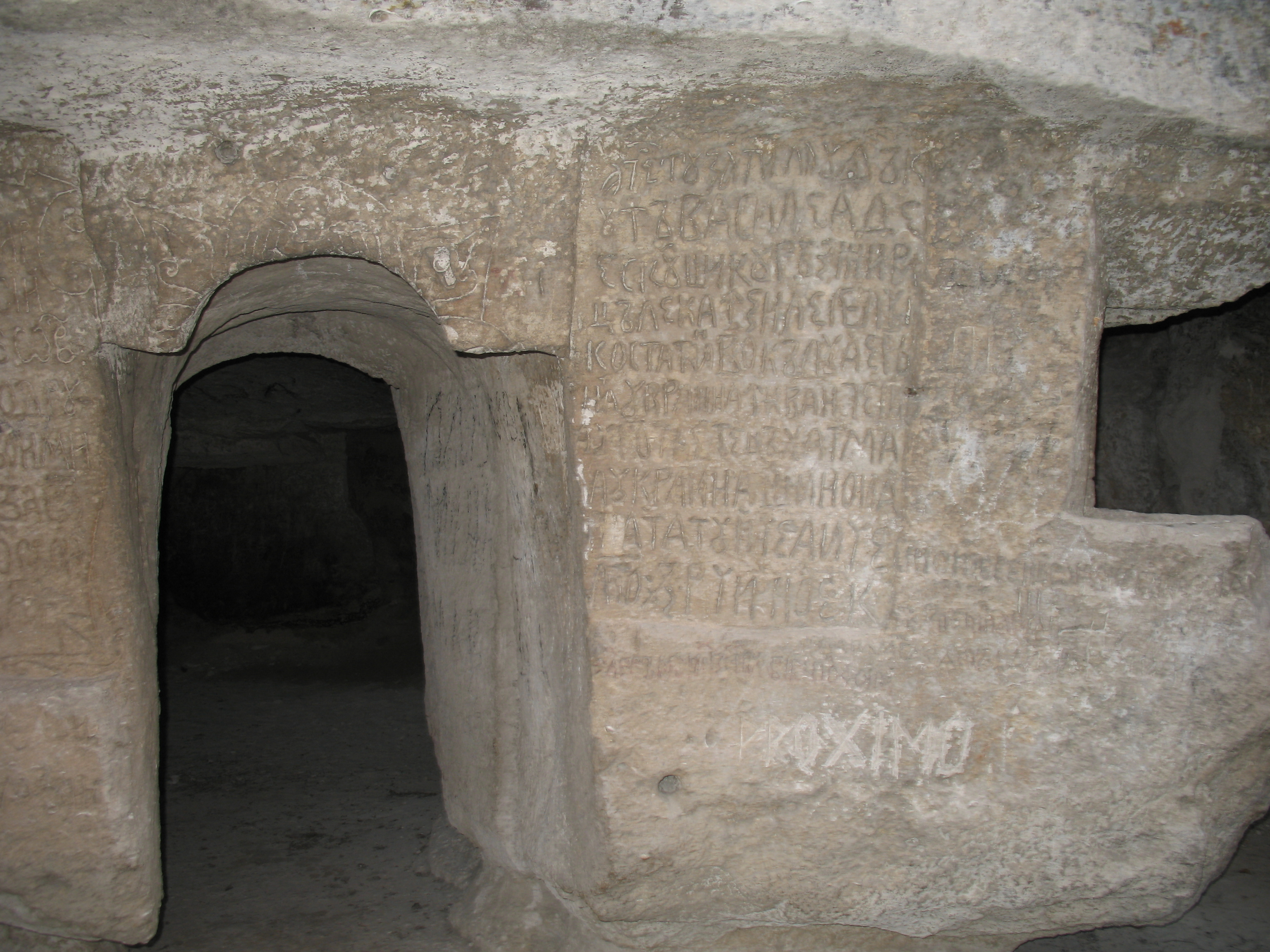
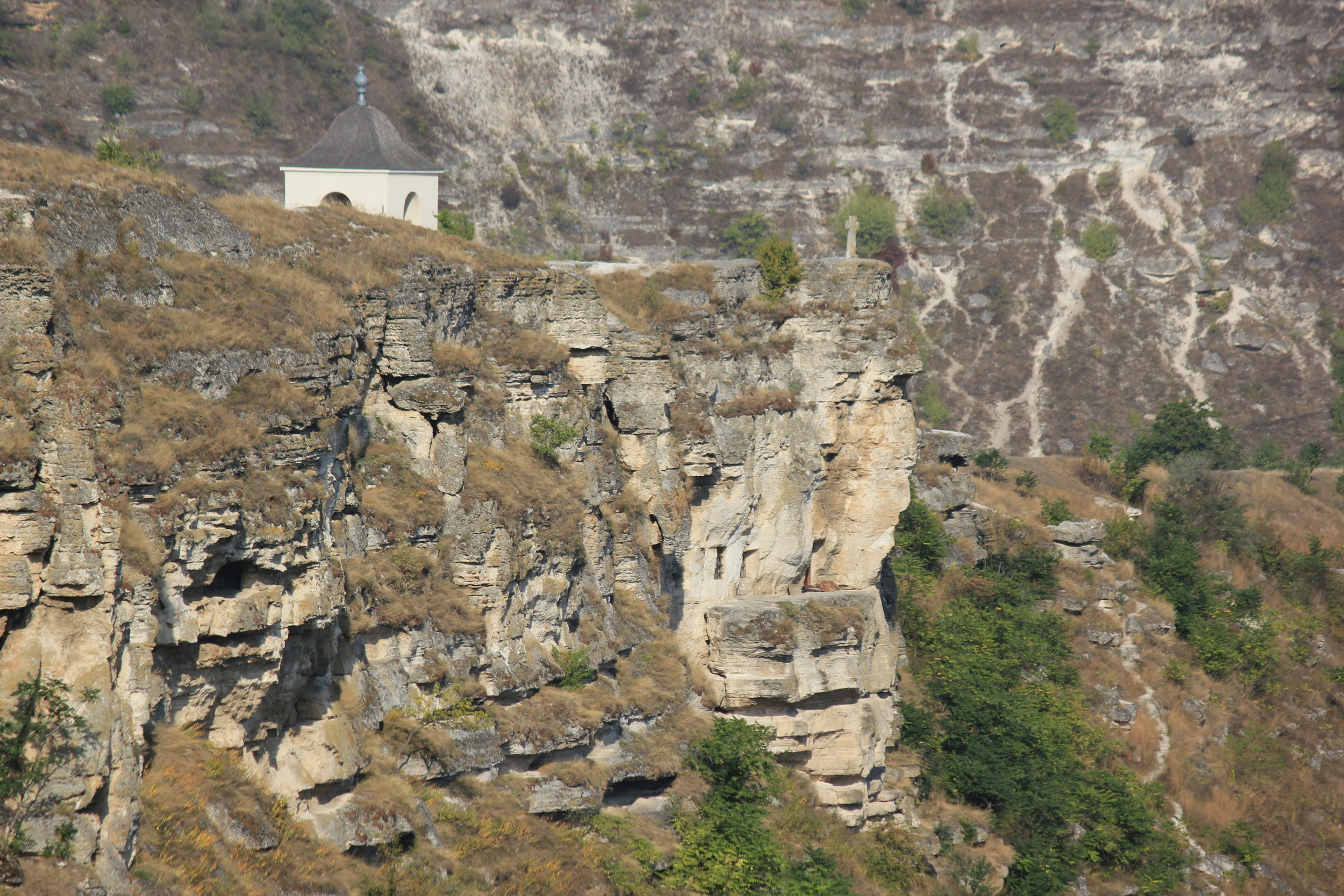

### Подальше читання
- Orheiul Vechi — Туристичний путівник, Вид. другий; Георге Постіка, ПРООН Молдова, Кишинів, 2007
- Східна Румунія — Печерні церкви з Бессарабії Arhivat </link> , Dan Bârcea, Mihai Nicolae, Ed. Знаки, 2006, с. 17-28, ISBN 978-973-624-404-9
- Культурний ландшафт Старий Оргіїв, кап. 1.13. Печерна архітектура ; Gheorghe Postică, Nicolae Boboc, Lazar Chirică; Кишинів, 2010, с. 67-77; ISBN 978-9975-71-016-9